# Sergej Rjabcev
Sergej Rjabcev (in russo Сергей Рябцев?; Gor'kij, 11 settembre 1958) è un violinista russo, che suona il violino e la chitarra nella band Gogol Bordello.

## Biografia
Nato nel 1958 a Gor'kij (oggi Nižnij Novgorod) in Unione Sovietica, Rjabcev si trasferì a New York nel 1994 ed entrò a far parte dei Gogol Bordello nel 2000. Suona il violino anche per la Russian Wedding Music Band e per i gruppi cabaret Barynja e Tsygane.